# Сен-Пон (Ардеш)
Сен-Пон (фр. Saint-Pons, окс. Sant Ponç) — коммуна во Франции, находится в регионе Рона — Альпы. Департамент коммуны — Ардеш. Входит в состав кантона Вильнёв-де-Бер. Округ коммуны — Ларжантьер.
Код INSEE коммуны — 07287.

## Население
Население коммуны на 2008 год составляло 262 человека.
| 1962 | 1968 | 1975 | 1982 | 1990 | 1999 | 2008 |
| ---- | ---- | ---- | ---- | ---- | ---- | ---- |
| 182  | 184  | 175  | 170  | 181  | 203  | 262  |

## Экономика
В 2007 году среди 161 человека в трудоспособном возрасте (15—64 лет) 114 были экономически активными, 47 — неактивными (показатель активности — 70,8 %, в 1999 году было 70,8 %). Из 114 активных работали 110 человек (57 мужчин и 53 женщины), безработными были 4 мужчины. Среди 47 неактивных 13 человек были учениками или студентами, 20 — пенсионерами, 14 были неактивными по другим причинам.

## Фотогалерея

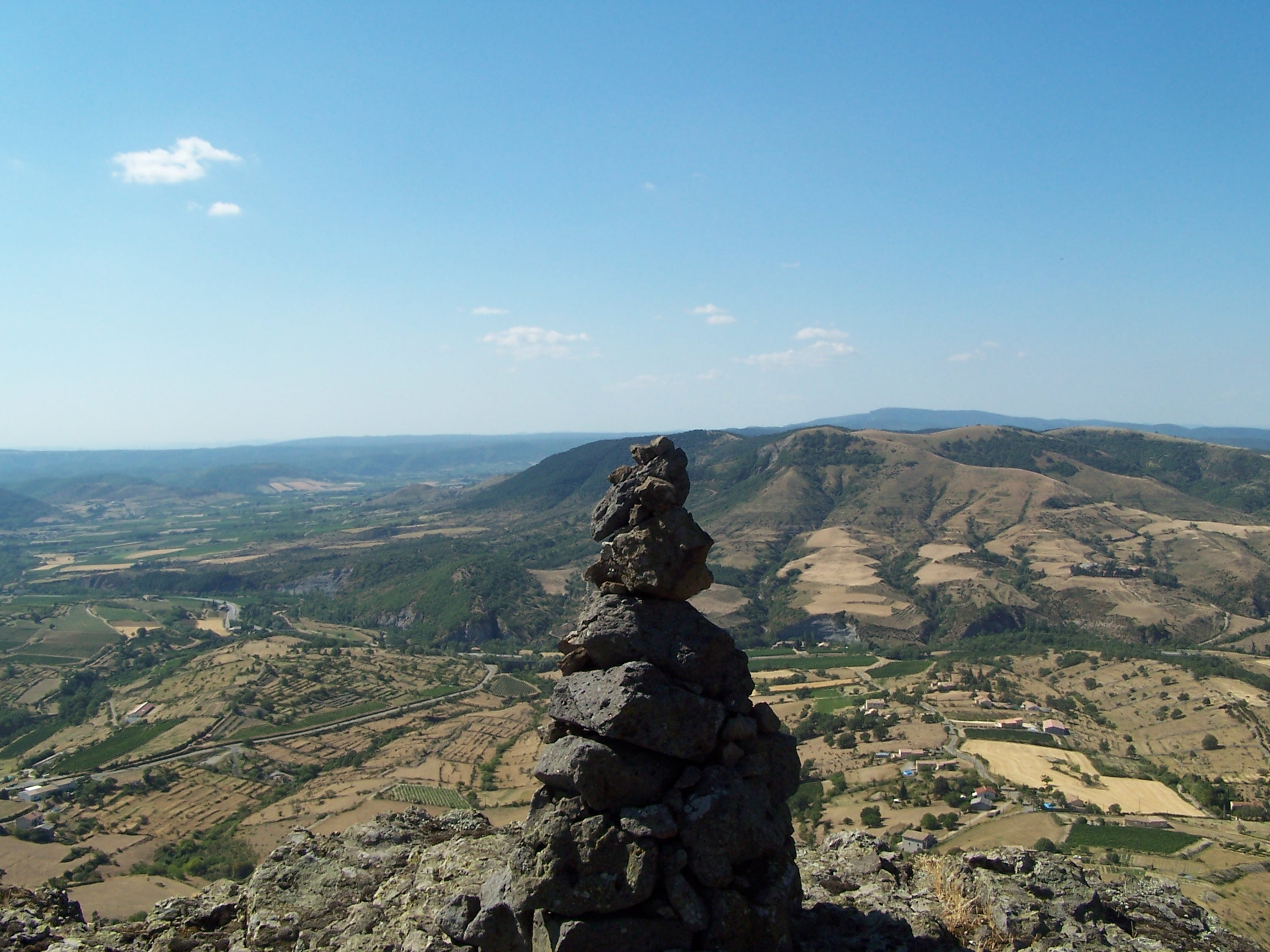
Вид на юг от Сен-Пона
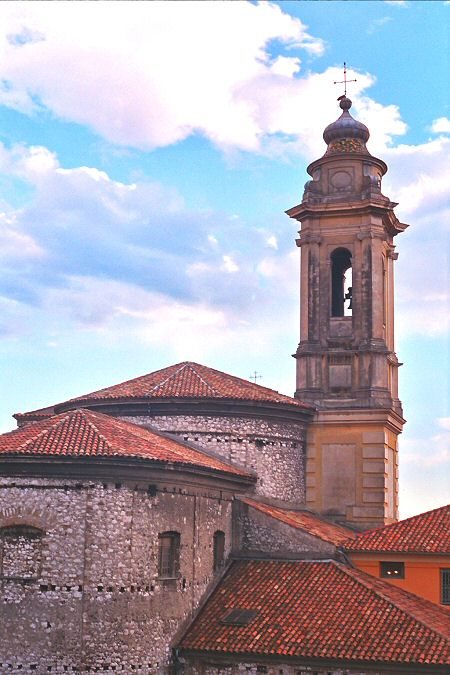
Церковь
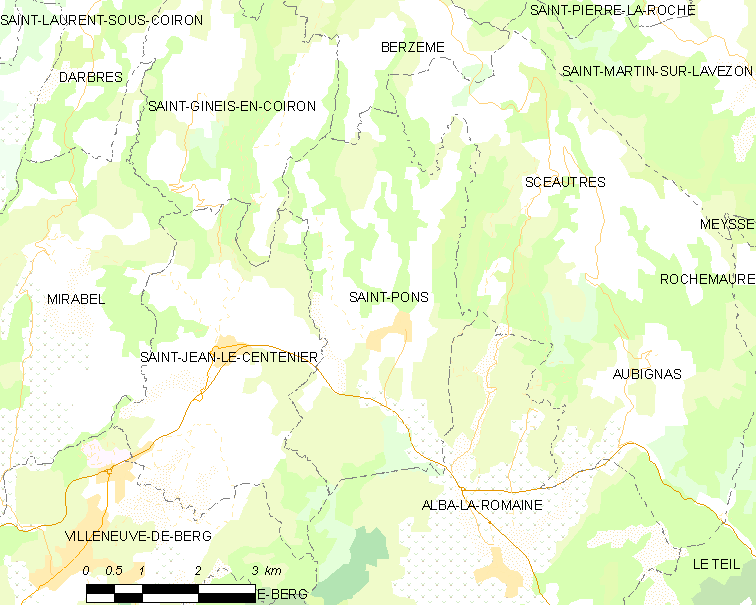
Карта коммуны